# ألكسندر باشيروف
ألكسندر باشيروف (بالروسية: Баширов, Александр Николаевич)‏ هو رسام ومخرج وممثل روسي (وحمل سابقاً جنسية الاتحاد السوفيتي)، ولد في 24 سبتمبر 1955 في روسيا. بدأ مشواره المهني سنة 1986.

## وصلات خارجية
- أليكساندر باشيروف على موقع IMDb (الإنجليزية)
- أليكساندر باشيروف على موقع ألو سيني (الفرنسية)
- أليكساندر باشيروف على موقع ميوزك برينز (الإنجليزية)
- أليكساندر باشيروف على موقع قاعدة بيانات الفيلم (الإنجليزية)
- أليكساندر باشيروف على موقع كينوبويسك (الروسية)